# 堀川町 (嘉義市)

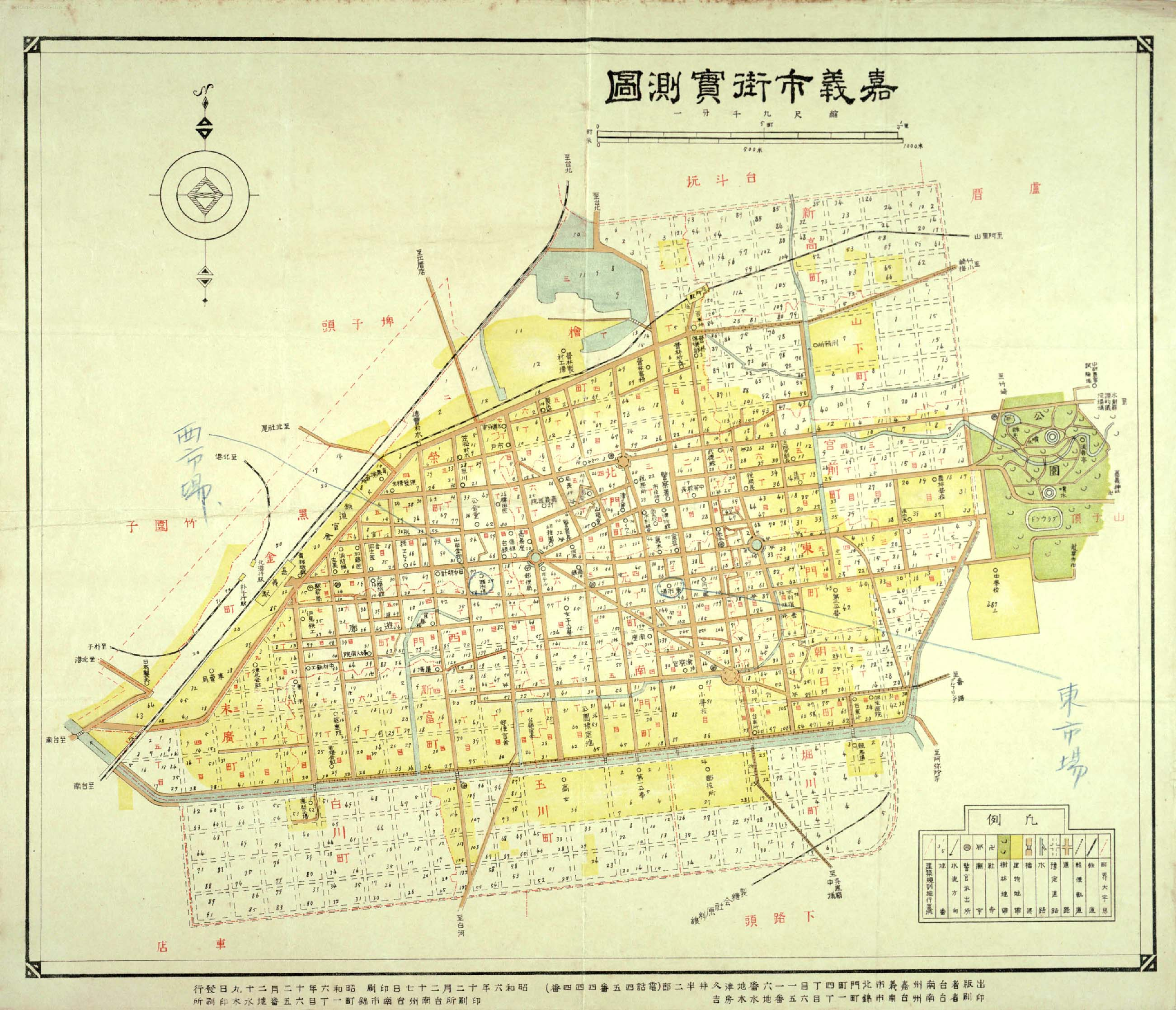
1931年嘉義市街圖

堀川町是台南州嘉義市於台灣日治時代1930年至1945年之行政區，位在嘉義市區東南側，大致為現今垂楊路、體育路、興業東路、永安街之間的地區，為地籍南田段、宣信段之範圍，其町名起源於流經該地的圳溝。

## 町內設施
- 嘉義郡役所
- 嘉義郡水利組合事務所[1]
- 嘉義競馬場
- 嘉義放送局
- 嘉義市營住宅、軍人遺族住宅